# Baie Lazare

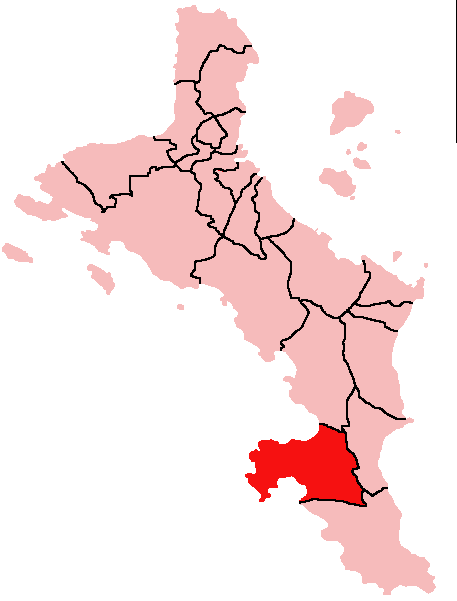
Położenie dystryktu Baie Lazare na wyspie Mahé

Baie Lazare – dystrykt w południowej części wyspy Mahé; 2 957 mieszkańców (2002). Dystrykt nazwano na cześć francuskiego odkrywcy i podróżnika Lazare'a Picaulta.